# Instrument musical mecànic

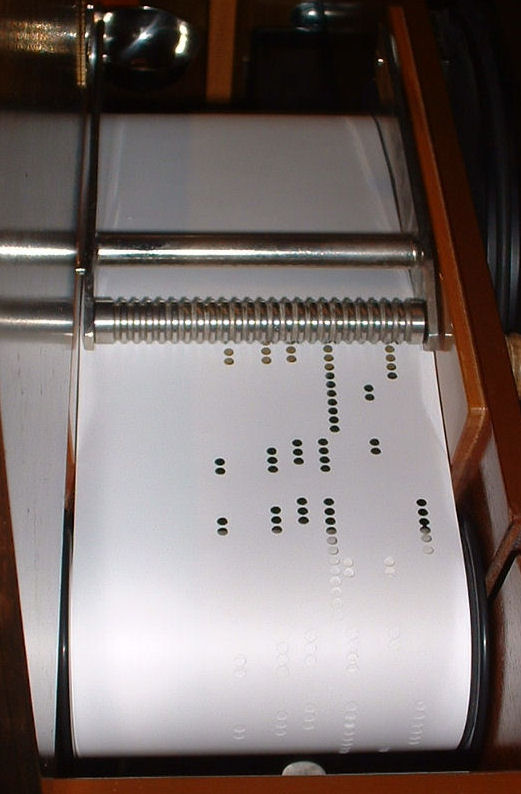
Cinta perforada per a un orgue mecànic. Cada orifici marca la posició d'una nota: quan els forats de la cinta coincideixen amb els tubs, l'aire que surt provoca un so.

Un  instrument musical mecànic , també anomenat  automàtic  o  automatófono , és un instrument musical que executa música per si mateix, sense necessitat de l'acció d'un intèrpret. També entren dins d'aquesta categoria aquells instruments, com l'orgue, que poden reproduir música amb l'ajuda d'una palanca o algun tipus de mecanisme que ha de ser accionat per una persona.

## Història
La història dels instruments mecànics es remunta molts segles enrere, però els primers exemples clars d'aquest tipus d'instruments són els petits carillons que es construïen durant l'edat mitjana. Durant el Renaixement, els artesà és d'Augsburg fabricaven, amb barril és amb una espècie d'agulla és, artefactes musicals acte executants. A partir del segle XVI la fabricació d'instruments mecànics va adquirir més popularitat i van idear nombrosos artefactes, com els òrgans hidràulics o els pneumàtics, les caixes de música i els violins i violoncels automàtics, com la violinista de Ludwig Hupfeld. Al segle xviii es va inventar el rellotge flauta. Joseph Haydn, Wolfgang Amadeus Mozart i Ludwig van Beethoven escriure originals composicions per a aquest instrument.
Al començament del segle xix, l'alemany Johann Nepomuk Maelzel va inventar el panarmònic, que podia simular els sons d'una orquestra sencera a través de tubs d'orgue i instruments de percussió automatitzats. Aquestes orquestres rebien el nom de  orchestrions . El mecanisme més popular dins d'aquest gènere va ser el cilindre foradat, amb el qual més tard es va permetre gravar en rotllos de paper la música executada per un intèrpret i reproduir automàticament en l'instrument. Aquests cilindres es van començar a utilitzar en espinetes i caixes de música, i es van millorar substancialment amb les pianoles, en què també es va poder recrear factors com la dinàmica i la intensitat del so.